# Richard Woodville, 1. Earl Rivers

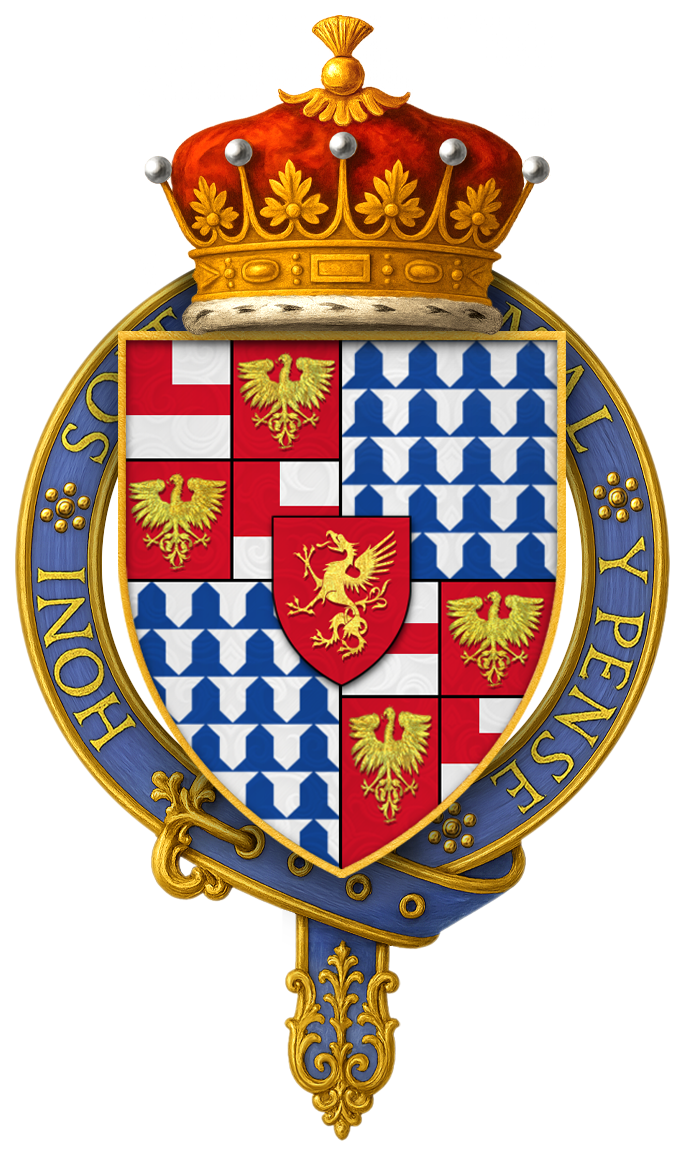
Wappen von Woodville als Earl Rivers

Richard Woodville, 1. Earl Rivers KG (eigentlich Richard Wydeville oder Wydville, * um 1405 in Maidstone; † 12. August 1469 in Kenilworth) war ein englischer Militär und Adliger, der über seine Enkelin Elizabeth von York zu den Vorfahren des heutigen britischen Königshauses gehört.

## Leben

### Herkunft
Woodville entstammte einer alten Familie der Gentry von Northamptonshire. Er war ein Sohn von Richard Wydeville, der als jüngerer Sohn eines Adligen als Soldat während des Hundertjährigen Kriegs in Frankreich gekämpft hatte.

### Soldat im Hundertjährigen Krieg
Woodville wurde ebenfalls Soldat und wurde vor allem aufgrund des Ansehens seines Vaters 1426 zum Knight Bachelor geschlagen. 1429 diente er als Captain und 1435 gehörte er zum Gefolge des Duke of Bedford, des englischen Regenten in Frankreich. Im selben Jahr nahm er an der Schlacht von Gerberoy teil, während der er vermutlich gefangen genommen wurde. Nach seiner Freilassung diente er bis 1436 unter William de la Pole, Duke of Suffolk, 1439 unter dem Duke of Somerset und dem Earl of Shrewsbury und von 1441 bis 1442 unter Richard von York. 1440 gewann er in Smithfield einen Turnierkampf gegen den spanischen Ritter Pedro de Vasquez. Woodville wurde Captain von Alençon und begleitete 1444 als Knight Banneret die zukünftige Königin Margarete von Anjou nach England. 1450 wurde er Seneschall der Gascogne, doch er konnte sein Amt nicht mehr antreten, da die Region von Frankreich erobert wurde. Von 1454 bis 1455 war er Lieutenant von Calais. Nachdem sein Vater um 1441 gestorben war, erbte er dessen bescheidenen Besitzungen in Grafton Regis in Northamptonshire und Mote bei Maidstone. Woodville bekleidete mehrere Ämter, darunter ab 1448 als Friedensrichter von Northamptonshire und ab 1454 für Kent. 1450 nahm er an der Niederschlagung der Revolte von Jack Cade teil.

### Heirat der Witwe des Duke of Bedford
Sowohl als Militär wie auch als Grundbesitzer war Woodville bislang nur mäßig erfolgreich gewesen. Seinen Aufstieg verdankte er Jacquetta von Luxemburg, der jungen Witwe des 1435 gestorbenen Duke of Bedford, die er im März 1437 heimlich geheiratet hatte. Diese unstandesgemäße Ehe war für Jacquettas Verwandtschaft ein Schock, und da sie ohne Erlaubnis des Königs erfolgt war, verurteilte dieser Woodville zur Zahlung einer Strafe in Höhe von £ 1000. Woodville wurde durch seine Ehe jedoch ein Verwandter des Hauses Lancaster und der französischen Familie Luxemburg-Ligny, der Grafen von St Pol sowie der späteren englischen Königin Margarete von Anjou. Durch ihr Wittum erhielt er ein lebenslanges jährliches Einkommen in Höhe von 2000 Mark. Am 9. Mai 1448 wurde Woodville zum Baron Rivers erhoben und 1450 als Knight Companion in den Hosenbandorden aufgenommen. Für seine Kinder konnte er Heiraten mit dem niederen Adel arrangieren. Dennoch wurde er von den alten Adelsfamilien, vor allem von den Nevilles, als Emporkömmling behandelt. Richard Neville, 16. Earl of Warwick, bestätigte ihn 1456 nicht mehr als Lieutenant von Calais. In der Folge war Woodville häufig im Dienst des Duke of Somerset unterwegs und wurde 1457 Constable von Rochester.

### Unterstützer des Hauses Lancaster während der Rosenkriege
Nach der Flucht des Earl of Salisbury und des Earl of Warwick, der Hauptunterstützer von Richard von York nach Calais 1459 sollte Woodville als Constable von Rochester Kent vor einem Angriff der Yorkisten beschützen. Er wurde jedoch selbst 1460 bei Sandwich von den Yorkisten überrascht und unter demütigenden Umständen gefangen genommen. Nach seiner Freilassung kämpfte er weiter für das Haus Lancaster, bis er nach der Niederlage von Towton, als die Rosenkriege für das Haus Lancaster verloren schienen, die Seiten wechselte. Er wurde nicht enteignet, musste sich aber im Kampf gegen die verbliebenen Lancastrianer in Nordengland bewähren.

### Schwiegervater König Eduards IV.
Ab 1463 hatte er die Gunst des neuen Königs, Eduard IV. aus dem Haus York der ihn in seinen Rat aufnahm. Im Mai 1464 heiratete der König zunächst heimlich Woodvilles älteste, bereits verwitwete Tochter Elizabeth. König Edward IV. versorgte seinen Schwiegervater und seine Schwägerinnen und Schwäger großzügig mit Titeln und Ämtern. Woodville wurde am 4. März 1466 zum Lord High Treasurer ernannt und am 25. Mai 1466 zum Earl Rivers erhoben. Am 24. August 1467 wurde er Constable of the Realm, nachdem der bisherige Amtsinhaber, der Earl of Worcester, das Amt zum Kauf angeboten hatte. Von Woodvilles Kindern wurde Lionel Bischof von Salisbury, John heiratete die verwitwete Duchess of Norfolk, und sein Enkel Thomas Grey heiratete Anne Holland, Tochter und Erbin des Duke of Exeter. Seine Tochter Katherine heiratete den Duke of Buckingham, und für Margaret, Anne, Mary und Eleanor wurden Heiraten mit Thomas, Lord Maltravers, William, Lord Bourchier, William Herbert and Anthony Grey, den Erben bzw. Earls of Arundel, Essex, Pembroke und Kent arrangiert. Der König übernahm auch die Kosten der Hochzeiten und stattete sie teilweise auch mit Ländereien als  Mitgift aus. Durch diese Bevorzugung durch den König und durch seinen steilen Aufstieg bekam Woodville zahlreiche Neider und Feinde, vor allem der Earl of Warwick, der selbst zahlreiche Töchter hatte, für die er potentielle Heiratskandidaten suchte.
Über Woodvilles Frau Jacquetta, die auch mit den Herzögen von Burgund verwandt war, knüpfte König Eduard Beziehungen zum burgundischen Hof. Woodvilles Sohn Anthony trug 1467 ein berühmtes Turnier mit Antoine, Graf von La Roche aus, einem unehelichen Sohn des Herzogs von Burgund. 1468 heiratete Margaret, die Schwester des Königs, den Herzog von Burgund selbst.

### Tod
1469 kam es zu einer Rebellion des Earl of Warwick, seines Bruders, des Erzbischofs von York und des Duke of Clarence gegen den König. Woodville und sein Sohn John wurden nach der Schlacht von Edgecote Moor am 27. Juli 1469, an der sie nicht teilgenommen hatten, in Chepstow von den Rebellen gefangen genommen. Sie wurden nach Kenilworth Castle gebracht, wo sie hingerichtet wurden. Woodvilles Witwe Jacquetta wurde wegen Zauberei angeklagt, doch diese Anklage wurde nach der Wiederherstellung der Macht von König Eduard zurückgezogen.

## Nachkommen
Mit seiner Frau Jacquetta von Luxemburg hatte Woodville sechzehn Kinder:
- Lady Elizabeth Woodville (1437–1492), ⚭ (1) Sir John Grey of Groby († 1461), ⚭ (2) König Eduard IV. von England (1442–1483);
- Lewis Woodville (* 1438), in der Kindheit gestorben;
- Lady Anne Woodville (1439–1489), ⚭ (1) William Bourchier, Viscount Bourchier († 1480), ⚭ (2) Sir Edward Wingfield, ⚭ (2) George Grey, 2. Earl of Kent (1454–1503);
- Anthony Woodville, 2. Earl Rivers (um 1440–1483);
- John Woodville († vor 1445), in der Kindheit gestorben;
- Mary Woodville (1443–1481), ⚭ 1466 William Herbert, 2. Earl of Pembroke (1451–1491);
- Lady Jacquetta Woodville (1444–1509), ⚭ John Lestrange, 8. Baron Strange of Knockin (1449–1479);
- Sir John Woodville (1445–1469), ⚭ 1462 Katherine Neville, Tochter des Ralph Neville, 1. Earl of Westmorland;
- Richard Woodville, 3. Earl Rivers (1446–1491);
- Lionel Woodville (1447–1485), Bischof von Salisbury;
- Thomas Woodville, ⚭ Anne Holland
- Martha Woodville (* 1450), ⚭ Sir John Bromley;
- Eleanor Woodville (1452–1512), ⚭ Anthony Grey, Lord Grey of Ruthin († 1480), älterer Bruder des George Grey, 2. Earl of Kent;
- Lady Margarete Woodville (1454–1490), ⚭ 1464 Thomas FitzAlan, 17. Earl of Arundel (1450–1524);
- Sir Edward Woodville (1455–1490);
- Lady Katherine Woodville (1458–1497), ⚭ (1) Henry Stafford, 2. Duke of Buckingham (1455–1483), ⚭ (2) Jasper Tudor, 1. Duke of Bedford (1431–1495), ⚭ (3) Sir Richard Wingfield of Kimbolton († 1525).